# Platynectes buruensis
Platynectes buruensis är en skalbaggsart som beskrevs av Zimmermann 1925. Platynectes buruensis ingår i släktet Platynectes och familjen dykare. Inga underarter finns listade i Catalogue of Life.